# Bracheocentrus duvivieri
Bracheocentrus duvivieri är en skalbaggsart som beskrevs av Auguste Lameere 1903. Bracheocentrus duvivieri ingår i släktet Bracheocentrus och familjen långhorningar.
Artens utbredningsområde är Gabon. Inga underarter finns listade.